# Xã Burris Fork, Quận Moniteau, Missouri
Xã Burris Fork (tiếng Anh: Burris Fork Township) là một xã thuộc quận Moniteau, tiểu bang Missouri, Hoa Kỳ. Năm 2010, dân số của xã này là 700 người.